# Hortensjusz Hortalus

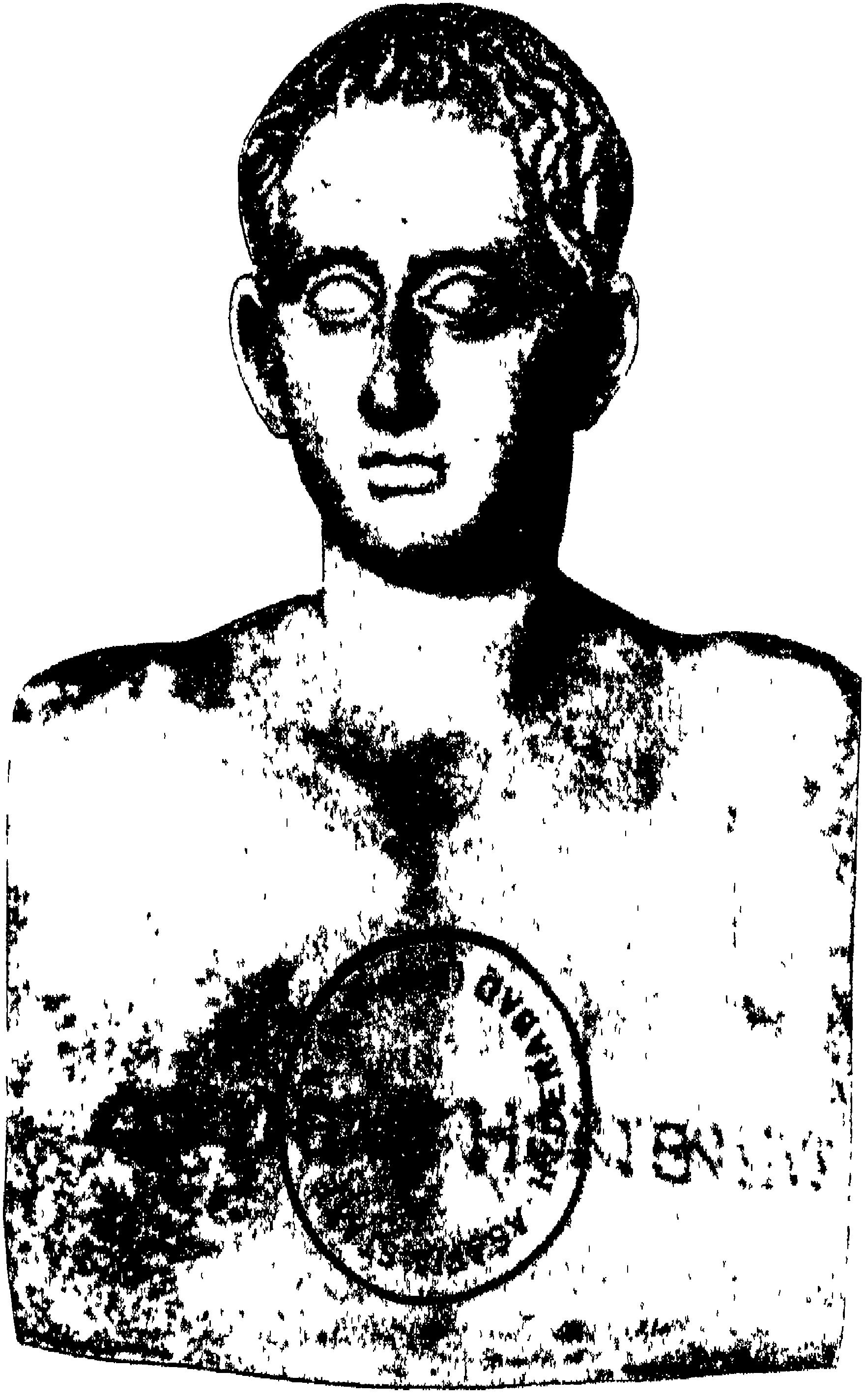
Popiersie Hortensjusza Hortalusa

Quintus Hortensius Hortalus (ur. 114 p.n.e., zm. 50 p.n.e.) - rzymski mówca i adwokat, przedstawiciel azjanizmu.
Obok Cycerona najsłynniejszy mówca okresu republiki i jego groźny przeciwnik w wielu procesach. Bronił między innymi: Lucyliusza Murenę, Publiusza Sullę, Emiliusza Skarusa i swego siostrzeńca M. Waleriusza Messalę. Pisał także dzieła retoryczne i Annales (Roczniki). Jego imieniem zatytułował Marek Tulliusz Cyceron dialog filozoficzny Hortensjusz.